# 愛媛労災病院

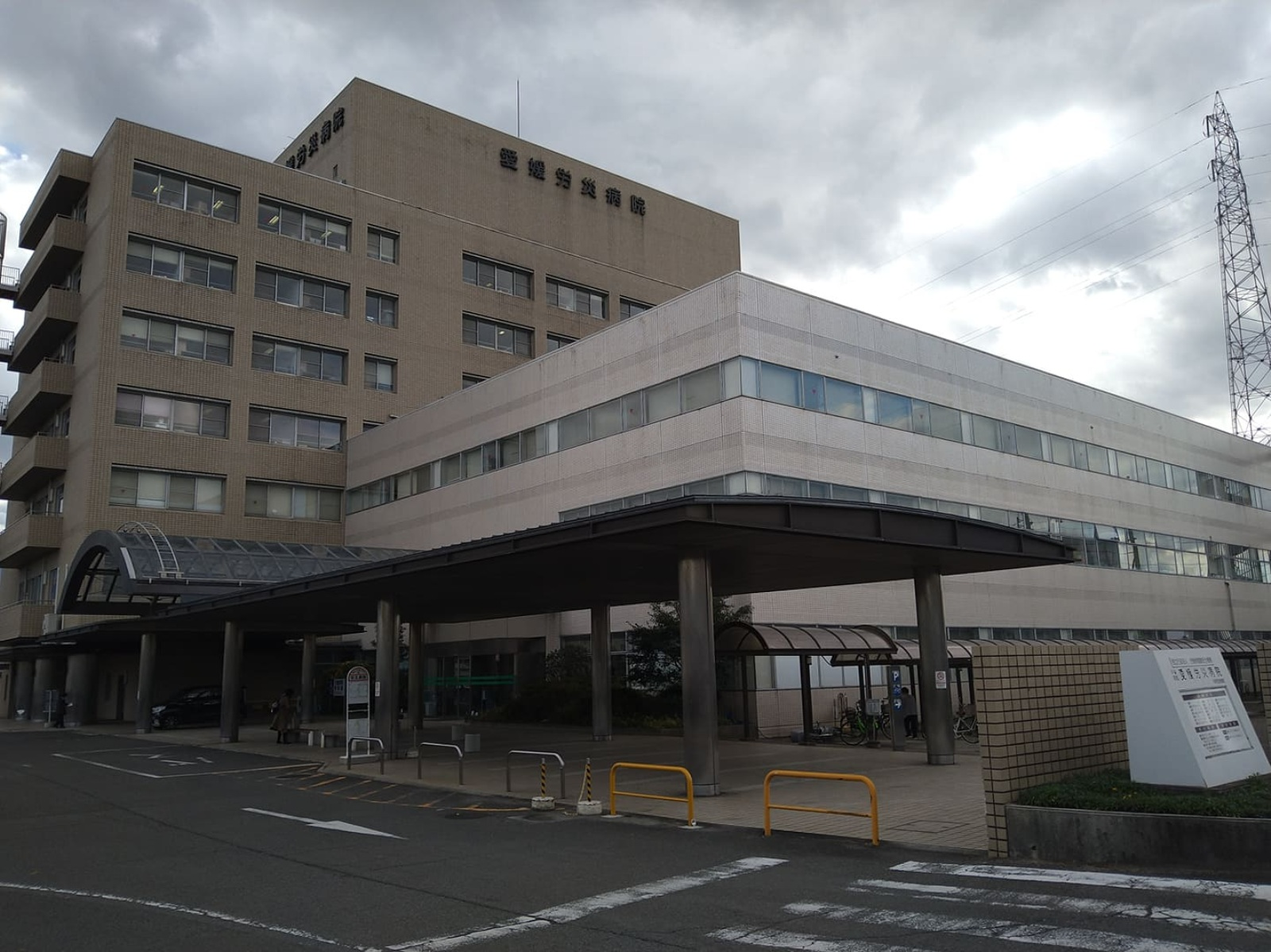
玄関側より

独立行政法人労働者健康安全機構 愛媛労災病院（どくりつぎょうせいほうじんろうどうしゃけんこうあんぜんきこう えひめろうさいびょういん）は、愛媛県新居浜市にある医療機関である。独立行政法人労働者健康安全機構が運営している。

## 診療科
- 内科
- 呼吸器内科
- 循環器内科
- 小児科
- 産婦人科
- 外科
- 整形外科
- 形成外科
- 心臓血管外科
- 脳神経外科
- 歯科口腔外科
- 泌尿器科
- 精神科
- 眼科
- 耳鼻咽喉科
- 皮膚科
- リハビリテーション科
- 放射線科
- 麻酔科

## 医療機関の認定
（下表の出典）
| 保険医療機関                                   | 原子爆弾被害者医療指定医療機関                                             |
| 労災保険指定医療機関                           | 原子爆弾被害者一般疾病医療取扱医療機関                                     |
| 指定自立支援医療機関（精神通院医療）           | 母体保護法指定医の配置されている医療機関                                   |
| 身体障害者福祉法指定医の配置されている医療機関 | 臨床研修病院                                                               |
| 生活保護法指定医療機関                         | DPC対象病院                                                                |
| 医療保護施設                                   | 難病の患者に対する医療等に関する法(平成26年法律第50号)に基づく指定医療機関 |
| 結核指定医療機関                               | 在宅療養後方支援病院                                                       |

- 救急告示病院（二次救急）[2]
- 愛媛県がん診療連携推進病院（県指定）[3]
- 公益財団法人日本医療機能評価機構認定病院(3rdG:Ver.2.0(4回目,2020年6月5日認定,2025年6月19日認定有効期限))[4]
- このほか、各種法令による指定・認定病院であるとともに、各学会の認定施設でもある。

## 認定専門医人数
（下表の出典）
| 専門資格名     | 人数  | 専門資格名       | 人数  |
| -------------- | ----- | ---------------- | ----- |
| 整形外科専門医 | 2.0人 | 外科専門医       | 2.0人 |
| 麻酔科専門医   | 1.0人 | 糖尿病専門医     | 1.0人 |
| 放射線科専門医 | 1.0人 | 循環器専門医     | 3.0人 |
| 産婦人科専門医 | 3.0人 | 呼吸器専門医     | 1.0人 |
| 泌尿器科専門医 | 1.0人 | 小児科専門医     | 1.0人 |
| 形成外科専門医 | 1.0人 | 細胞診専門医     | 1.0人 |
| 病理専門医     | 1.0人 | 脳神経外科専門医 | 1.0人 |
| 総合内科専門医 | 1.0人 | 気管支鏡専門医   | 1.0人 |

## 教室
- 妊婦さん向け教室[5]
  - 母親学級 - 妊婦向けに、初期～中期、後期の時期ごとの内容で母親学級を開いている。助産師・管理栄養士が担当する。
  - マタニティ・ヨーガ
  - 母乳相談
  - 外来保健指導 - 妊婦健診時、助産師が保健指導を行っている。
- 糖尿病教室[6]
  - 内科医師、歯科衛生士、理学療法士、薬剤師、管理栄養士による糖尿病に関する知識・自己管理についての教室

## 院内施設
- 売店、理髪店、食堂、自動販売機コーナー、ATM（伊予銀行[7]）
- 図書室（職員・登録医・実習期間中の学生専用）[8]

## 交通アクセス
- JR予讃線「新居浜駅」より[9]
  - せとうちバス「住友別子病院前行」または「周桑営業所行」乗車、「労災病院」停留所下車。
- JR予讃線「多喜浜駅」より[9]
  - せとうちバス「広瀬公園行」「住友別子病院前行」「マイントピア行」等に乗車し、「労災病院」停留所下車。

## 周辺
- 国領川（敷地が川に沿っている）[9]
- フレッシュバリュー沢津店